# アカエリマキキツネザル
アカエリマキキツネザル（学名：Varecia rubra）は、マダガスカル島の固有種で、クロシロエリマキキツネザルとともにエリマキキツネザル属を構成する原猿。2018年時点における絶滅寸前種。

## 分類
属名のVareciaはマダガスカル語でキツネザルを意味するvarikaが語源であり、種小名のrubraはラテン語で赤を意味する。
かつてはクロシロエリマキキツネザルと同種（＝エリマキキツネザル）とされその亜種と考えられていたが、2001年に独立種として分割する説が提唱された。

## 分布・保全状況
公式には、すべての野生種はマダガスカル島北東部のマスアラ半島周辺にあるマスアラ国立公園とマキラ自然公園で保護されており、飼育下では2009年時点において世界で約590頭と、絶滅に対する最低限の予防対策はとられているものの、その遺伝的多様性は非常に限られている。違法伐採をはじめとする自給自足者による開墾で生息地を奪われたり、狩猟の対象として命を狙われることもあり、その結果として絶滅寸前まで追いやられている。

## 身体的特徴
体長が約50〜56センチメートルであるのに対し、尾長は56〜65センチメートルと、やや尻尾のほうが長い。
体重は3.3〜4.5キログラムだが、メスのほうがオスよりも重い。厚く覆われた柔らかい体毛は赤褐色で、頭部、腹部、四肢、尻尾は黒色だが、後頸部（）だけ白色。英名の“Red Ruffed Lemur”の“Ruffed（ラフト）”とは「襞襟（）のついた」という意味であり、小さな耳を隠すように少し長く伸びた赤褐色の毛によって作られる襞襟がある。

## 生態

### 行動
昼行性であり、活動のピークは朝方と夕方である。樹上での生活を好み、樹冠の最上部にいることが多い。きれい好きな動物であるため、自分自身に限らず社会的グルーミングに多くの時間を費やすこともある。

#### 採餌
熱帯雨林では、特に木の上に生ったイチジクの実を好み、これを探すために木に登ったり、別の木にジャンプしたりしながら一日を過ごす。

### 食物
基本は果実食動物。野生下では、果物、木の葉、花蜜、種子を好み、季節によって異なるものを摂取する。飼育下では、果物、コロブス亜科用の餌、ケール、ロメインレタス、ほうれん草などの野菜が与えられる。

### 社会体制
メスが群れを統率する主導権を握っているが、一つの群れを構成する数は多様である。雨季と乾季で群れの行動に違いがあり、餌が豊富な雨季は大きな群れで行動するのに対し、乾季は不足する餌を求めて分散して行動するが、このとき大きな群れが完全に分裂することもある。

### 繁殖
性成熟までの期間はオスが3〜4年、メスが2年弱。同じエリマキキツネザル属のクロシロエリマキキツネザルと同様に一夫一妻のつがいを形成する。繁殖期は5月〜7月で、メスは約102日の妊娠期間を経て9月〜11月初旬に出産する。ほかの霊長類とは異なり地上10〜20メートルの高さに小枝や木の葉、つる植物でできた巣を作り、出産と育児をそこで行う。一度に2〜3匹産まれるのが一般的だが、飼育下においては最大で6匹の同腹仔数が報告されている。野生下の子ザルは1〜2週間で巣離れをし、3〜4週間までには母親の後ろを追いかけようとすることができるようになるが、死亡率が非常に高いため偶発的な転倒や怪我により、子ザルの65%が生後3か月を迎えることができない。

### 寿命
野生下では15〜20年生きるが、飼育下では25年生きることも珍しくなく、記録では33年生きた個体もいる。